# María Riot
María Riot   (Moreno, 12 de setembre de 1991) és una activista, treballadora sexual i actriu porno feminista argentina. Ha estudiat biotecnologia i comunicació a la Universitat Cornell amb una beca del programa internacional Alliance for Science. És coneguda per la seva militància contra l'estigmatització del treball sexual i per reivindicar la necessitat de la seva despenalització i regulació, com també per la seva lluita a favor del dret a l'avortament i en defensa dels drets dels animals.
Després de treballar de forma eventual en botigues de roba, call centers, restaurants i supermercats, va començar com a model de càmera web per a continuació exercir de treballadora sexual als 21 anys. Les primeres escenes en el cinema pornogràfic les va filmar per a la sèrie XConfessions de la directora de pornografia feminista Erika Lust, un subgènere d'escenes explícites i estètiques que té cura del plaer de la dona i menysté els continguts sexistes i racistes.
María Riot és membre activa de l'Asociación de Mujeres Meretrices de la Argentina (AMMAR) a través de la qual imparteix tallers sobre drets humans i laborals. També milita contra la grassofòbia, perquè quan estudiava va ser assetjada pel seu pes corporal, cosa que li va generar molta inseguretat i una depressió per la qual va haver d'anar a teràpia.